# Holzeck (Salzkammergut-Berge)
Das Holzeck ist ein 1603 m ü. A. hoher Gipfel der Osterhorngruppe im Land Salzburg.

## Lage und Landschaft
Das Holzeck befindet sich zwischen Wolfgangsee im Salzburger Salzkammergut nördlich und Lammertal südlich, am Hauptkamm der Osterhorngruppe. Er erhebt sich zwischen der Hinterseer Ortschaft Lämmerbach, dem Königsbachtal – dem Oberlauf des Zinkenbachs bei Abersee, Gemeinde Sankt Gilgen – und der Abtenauer Ortschaft Wegscheid (Katastralgemeinde Rigaus). 
Der Berg ist ein südlicher Nebenberg des Königberger Horns (1621 m ü. A.), mit dem er über den Grat des Hochthrons (1574 m ü. A.) verbunden ist. Östlich erheben sich der Hohe Zinken (1764 m ü. A.) und das Osterhorn (1746 m ü. A.), westlich nach dem Sattel der Genneralm Gennerhorn (1735 m ü. A.) und Gruberhorn (1732 m ü. A.).
Nordwestlich geht der Gennerbach über die Hinterseer Taugl und den Almbach (Oberalm) zur Salzach. Südwärts geht der Ackersbach über den Weitenauer Aubach zur Lammer und zur Salzach. Nordostwärts geht der Königsbach zum Wolfgangsee, und über die Ischl[er Ache] zur Traun.
Der Berg bildet die Grenze zwischen Hintersee, Sankt Gilgen (beide Bezirk Salzburg-Umgebung) und Abtenau (Bezirk Hallein).

## Wege
Der Berg ist von der Leit’n Alm bei Hintersee-Lämmerbach oder der Abtenauer Genneralm auf kurzem Anstieg erreichbar. Von Abersee führt der Weg über Zinkenbach und Königsbacher Alm. Der Weg über Hochthron – Königbergerhorn zur Königbergeralm ist Teil des Arnowegs und führt dann nach Sankt Gilgen, in die andere Richtung nach Abtenau.